# Нанокомпозит
Нанокомпозит (полимерный нанокомпозит) — многокомпонентный материал, состоящий из пластичной полимерной основы (матрицы) и наполнителя — органомодифицированной наноглины, обладающий новыми улучшенными свойствами.

## Применение
- упаковочная промышленность (высокобарьерные плёнки и ПЭТФ-преформы) Применение нанокомпозитов позволяет уменьшить количество слоев упаковки, сделать её тоньше и заменить дорогие комбинированные материалы, при этом характеристики упаковки не ухудшаются[1].
- автомобилестроение (пластики)
- защита магистральных трубопроводов
- самолетостроение
- кабельная промышленность (негорючие кабельные композиции)

В настоящее время большая часть полимерных нанокомпозитов производится на основе модифицированного монтмориллонита.
Наиболее популярными и изученными являются полимерные нанокомпозиты на основе полиамида, полипропилена, полиэтилена, полистирола, полиэтилентерефталата.
Наибольший спрос на композиты на основе ММТ демонстрирует упаковочная отрасль — 36 %, значительные доли рынка занимают электротехническая и автомобильные отрасли.
К 2015 году объём российского рынка полимерных нанокомпозитов на основе ММТ достигнет более 40 тыс. тонн, а среднегодовые темпы роста с 2010 по 2015 года составят 65%. В Брянской области создаётся производство наноматериалов на основе крупнотоннажных полимеров.